# Дитяча залізниця імені Кірова
Дитяча залізниця імені Кірова (Мала Південно-Донецька залізниця) — нині неіснуюча дитяча залізниця. Діяла в Донецьку, в Центральному парку культури і відпочинку імені О. С. Щербакова.

## Історія залізниці
Дитяча залізниця відкрита 24 листопада 1936 року. Отримала назву на честь Сергія Мироновича Кірова, радянського державного і політичного діяча. 
На цій дитячій залізниці була тільки одна кільцева лінія. Протяжність дороги становила близько одного кілометра. Поїзди працювали на електриці і складалися з двох зчеплених разом трамвайних вагонів. Дорога проходила по всій території парку і закінчувалася біля Палацу піонерів, який на той час розташовувався в будівлі за адресою Артема, 60. 
На дитячій залізниці імені Кірова діяли станції «Орлятко» (потім на її місці побудований літній кінотеатр «Зелений»; зараз аквапарк AquaSferra), «Щасливе дитинство». «Орлятко» була головною станцією, поблизу неї розміщувався обгінний шлях. 
На початку 1940-х років планувалася реконструкція дороги. Для дороги виділений паровоз, на Дніпропетровському вагоноремонтному заводі замовлено п'ять вагонів, розрахованих на 24 місця. Розпочато будівництво нового шляху на селище «Смолянка». Планувалося на цьому новому шляху продовжувати використовувати електротягу. 
Дорогу закрили у зв'язку з початком німецько-радянської війни. Після війни дитяча залізниця імені Кірова не відновлювалася. 1972 року в Парку культури і відпочинку імені Ленінського комсомолу створена нова Мала Донецька залізниця імені В. В. Приклонського.